# Xã Lodomillo, Quận Clayton, Iowa
Xã Lodomillo (tiếng Anh: Lodomillo Township) là một xã thuộc quận Clayton, tiểu bang Iowa, Hoa Kỳ. Năm 2010, dân số của xã này là 708 người.